# フレドリク・アンドレ・ビェルカン
フレドリク・アンドレ・ビェルカン（Fredrik André Bjørkan, 1998年8月22日 - ）は、ノルウェー・ヌールラン県ボードー出身のサッカー選手。エリテセリエン・FKボデ/グリムト所属。ポジションはDF。

## クラブ経歴
2013年に地元のFKボデ/グリムトのユースアカデミーに入所。2015年シーズン終盤にトップチームに昇格し、翌年シーズンにプロデビュー。2018年シーズンに13試合1ゴールを記録すると、2019年シーズン以降はチームの主力選手に成長。同シーズンは3ゴールを決めた。更に2020年、2021年シーズンはエリテセリエン2連覇を達成した。
2021年12月1日、ヘルタ・ベルリンと3年半の契約を締結。2022年1月に正式に加入した。
直後にフェイエノールトへのレンタル移籍を発表。しかし1試合のみの出場に終わり、2023年にヘルタ・ベルリンとの契約を解除して古巣のFKボデ/グリムトにフリー移籍で復帰した。
UEFAヨーロッパリーグ24-25では、ラウンド32のFCトゥウェンテ戦、またラウンド16のオリンピアコス戦でアシストを記録し、チームのヨーロッパリーグベスト4進出という快挙の立役者になった。

## 代表経歴
2018年から2年間、ユース世代のノルウェー代表でプレー。2021年6月にフル代表初招集。同月7日のギリシャ戦でフル代表デビューを果たした。